# Memories Do Not Open Tour
Memories Do Not Open Tour fue la gira debut del dúo The Chainsmokers, en apoyo del álbum de debut, Memories...Do Not Open (2017). La gira comenzó el 13 de abril de 2017 en Miami, Estados Unidos, y finalizó el 24 de octubre de 2017, en Auckland, Nueva Zelanda.

## Antecedentes y desarrollo
El 30 de enero de 2017, el dúo anunció que lanzará su álbum de debut, acompañado por una gira de la arena. Kiiara y Emily Warren fueron anunciadas como actos de apertura. Se anunció en Instagram que estarían tomando un ventilador, Ann, Tony, (un estudiante de Berklee College of Music) con ellos en la gira porque estaban impresionados con su piano cover de su canción "París".

## Recepción crítica
El tour recibió reseñas mezcladas. Una crítica negativa de Miami, Zach Schlein simplemente dijo que era "no un ventilador". En una reseña de EDM Sauce de Albany, Nick White describió la producción del espectáculo como "algo que claramente ha sido pensado durante mucho tiempo". También señaló que las partes no DJ de la serie no eran el mejor refrán "la voz de Andrew simplemente no lo hacen por mí", pero felicitando al baterista y tecladista llamándolos "lo más destacado de la sección de la banda con cada uno de Conseguir una sección en solitario y absolutamente matarla ". Una revisión de Toronto, Tashana Billey lo llamó un "espectáculo de primera categoría" y "definitivamente vale la pena echarle un vistazo".

## Fechas
| Fecha                    | Ciudad           | País           | Recinto                                | Entradas vendidas / Disponibles | Recaudación |
| ------------------------ | ---------------- | -------------- | -------------------------------------- | ------------------------------- | ----------- |
| América del Norte        |                  |                |                                        |                                 |             |
| 13 de abril de 2017      | Miami            | Estados Unidos | American Airlines Arena                | —                               | —           |
| 14 de abril de 2017      | Tampa            | Estados Unidos | Amalie Arena                           | —                               | —           |
| 15 de abril de 2017      | North Charleston | Estados Unidos | North Charleston Coliseum              | —                               | —           |
| 18 de abril de 2017      | Charlottesville  | Estados Unidos | John Paul Jones Arena                  | —                               | —           |
| 20 de abril de 2017      | Bridgeport       | Estados Unidos | Webster Bank Arena                     | —                               | —           |
| 21 de abril de 2017      | Albany           | Estados Unidos | Times Union Center                     | —                               | —           |
| 22 de abril de 2017      | Pittsburgh       | Estados Unidos | PPG Paints Arena                       | 12,860 / 12,860                 | $624,634    |
| 25 de abril de 2017      | Cleveland        | Estados Unidos | Wolstein Center                        | —                               | —           |
| 26 de abril de 2017      | Cincinnati       | Estados Unidos | U.S. Bank Arena                        | —                               | —           |
| 27 de abril de 2017      | Detroit          | Estados Unidos | Joe Louis Arena                        | —                               | —           |
| 28 de abril de 2017      | Madison          | Estados Unidos | Veterans Memorial Coliseum             | 9,738 / 9,738                   | $657,315    |
| 29 de abril de 2017      | Rosemont         | Estados Unidos | Allstate Arena                         | —                               | —           |
| 30 de abril de 2017      | Des Moines       | Estados Unidos | Wells Fargo Arena                      | —                               | —           |
| 2 de mayo de 2017        | West Valley City | Estados Unidos | Maverik Center                         | 7,363 / 10,164                  | $418,945    |
| 4 de mayo de 2017        | Sacramento       | Estados Unidos | Golden 1 Center                        | —                               | —           |
| 5 de mayo de 2017        | San Francisco    | Estados Unidos | Bill Graham Civic Auditorium           | 17,000 / 17,000                 | $1,445,000  |
| 6 de mayo de 2017        | San Francisco    | Estados Unidos | Bill Graham Civic Auditorium           | 17,000 / 17,000                 | $1,445,000  |
| 8 de mayo de 2017        | San Diego        | Estados Unidos | Valley View Casino Center              | —                               | —           |
| 9 de mayo de 2017        | Glendale         | Estados Unidos | Gila River Arena                       | —                               | —           |
| 11 de mayo de 2017       | San Antonio      | Estados Unidos | Freeman Coliseum                       | —                               | —           |
| 13 de mayo de 2017       | New Orleans      | Estados Unidos | Smoothie King Center                   | 8,430 / 9,300                   | $506,366    |
| 16 de mayo de 2017       | Tulsa            | Estados Unidos | BOK Center                             | —                               | —           |
| 17 de mayo de 2017       | Kansas City      | Estados Unidos | Sprint Center                          | —                               | —           |
| 18 de mayo de 2017       | Saint Louis      | Estados Unidos | Scottrade Center                       | —                               | —           |
| 19 de mayo de 2017       | Memphis          | Estados Unidos | FedExForum                             | 6,610 / 7,800                   | $371,317    |
| 20 de mayo de 2017       | Louisville       | Estados Unidos | KFC Yum! Center                        | —                               | —           |
| 24 de mayo de 2017       | Raleigh          | Estados Unidos | PNC Arena                              | —                               | —           |
| 25 de mayo de 2017       | Hampton          | Estados Unidos | Hampton Coliseum                       | —                               | —           |
| 26 de mayo de 2017       | Columbia         | Estados Unidos | Merriweather Post Pavilion             | —                               | —           |
| 30 de mayo de 2017       | Toronto          | Canadá         | Air Canada Centre                      | 12,432 / 12,432                 | $834,934    |
| 1 de junio de 2017       | Montreal         | Canadá         | Bell Centre                            | —                               | —           |
| 2 de junio de 2017       | Boston           | Estados Unidos | TD Garden                              | —                               | —           |
| 3 de junio de 2017       | Philadelphia     | Estados Unidos | Liacouras Center                       | —                               | —           |
| 4 de junio de 2017       | Philadelphia     | Estados Unidos | Liacouras Center                       | —                               | —           |
| 7 de junio de 2017       | Providence       | Estados Unidos | Dunkin' Donuts Center                  | —                               | —           |
| 9 de junio de 2017       | Nueva York       | Estados Unidos | Forest Hills Stadium                   | —                               | —           |
| 10 de junio de 2017      | Nueva York       | Estados Unidos | Forest Hills Stadium                   | —                               | —           |
| Europa                   |                  |                |                                        |                                 |             |
| 26 de junio de 2017      | Belfast          | Irlanda        | Ormeau Park                            | Festival                        | Festival    |
| 27 de junio de 2017      | Floriana         | Malta          | The Granaries                          | Festival                        | Festival    |
| 28 de junio de 2017      | Milán            | Italia         | Ippodromo San Siro                     | Festival                        | Festival    |
| 29 de junio de 2017      | Werchter         | Bélgica        | Werchter Festivalpark                  | Festival                        | Festival    |
| 30 de junio de 2017      | Norrköping       | Suecia         | Bråvalla Flygfält                      | Festival                        | Festival    |
| 1 de julio de 2017       | Kristiansand     | Noruega        | Bystranda                              | Festival                        | Festival    |
| 2 de julio de 2017       | Sant Jordi       | España         | Ushuaïa Ibiza Beach Hotel              | —                               | —           |
| América del Norte        |                  |                |                                        |                                 |             |
| 4 de julio de 2017       | Milwaukee        | Estados Unidos | American Family Insurance Amphitheater | Festival                        | Festival    |
| 8 de julio de 2017       | Surrey           | Canadá         | Holland Park                           | Festival                        | Festival    |
| 9 de julio de 2017       | Calgary          | Canadá         | Cowboys Music Festival Tent            | Festival                        | Festival    |
| 21 de julio de 2017      | Paso Robles      | Estados Unidos | Chumash Grandstand Arena               | —                               | —           |
| 22 de julio de 2017      | Indianápolis     | Estados Unidos | Indianapolis Motor Speedway            | Festival                        | Festival    |
| Europa                   |                  |                |                                        |                                 |             |
| 2 de agosto de 2017      | Odemira          | Portugal       | Festival do Sudoeste                   | Festival                        | Festival    |
| Asia                     |                  |                |                                        |                                 |             |
| 3 de agosto de 2017      | Rishon LeZion    | Israel         | Live Park                              | —                               | —           |
| Europa                   |                  |                |                                        |                                 |             |
| 4 de agosto de 2017      | Pärnu            | Estonia        | Pärnu Beach                            | Festival                        | Festival    |
| 4 de agosto de 2017      | Helsinki         | Finlandia      | Kyläsaari                              | Festival                        | Festival    |
| 13 de agosto de 2017     | Budapest         | Hungría        | Hajógyári Island                       | Festival                        | Festival    |
| 25 de agosto de 2017     | Daresbury        | Reino Unido    | Creamfields Festival                   | Festival                        | Festival    |
| América del Norte        |                  |                |                                        |                                 |             |
| 3 de septiembre de 2017  | Philadelphia     | Estados Unidos | Benjamin Franklin Parkway              | Festival                        | Festival    |
| Asia                     |                  |                |                                        |                                 |             |
| 7 de septiembre de 2017  | Mumbai           | India          | Mahalaxmi Racecourse                   | Festival                        | Festival    |
| 8 de septiembre de 2017  | New Delhi        | India          | India Expo Mart & Centre               | Festival                        | Festival    |
| 10 de septiembre de 2017 | Taipéi           | Taiwán         | Dajia Riverside Park                   | Festival                        | Festival    |
| 11 de septiembre de 2017 | Busan            | Corea del Sur  | KBS Busan Hall                         | —                               | —           |
| 12 de septiembre de 2017 | Seoul            | Corea del Sur  | Jamsil Arena                           | —                               | —           |
| 13 de septiembre de 2017 | Manila           | Filipinas      | Mall of Asia Arena                     | —                               | —           |
| 14 de septiembre de 2017 | Ho Chi Minh City | Vietnam        | Sala Urban Area                        | —                               | —           |
| 15 de septiembre de 2017 | Bangkok          | Tailandia      | IMPACT Challenger                      | —                               | —           |
| 16 de septiembre de 2017 | Singapur         | Singapur       | Marina Bay Street Circuit              | Festival                        | Festival    |
| 17 de septiembre de 2017 | Tokio            | Japón          | Tokyo Odaiba Ultra Park                | Festival                        | Festival    |
| Oceanía                  |                  |                |                                        |                                 |             |
| 17 de octubre de 2017    | Adelaide         | Australia      | Adelaide Entertainment Centre          | —                               | —           |
| 20 de octubre de 2017    | Melbourne        | Australia      | Sidney Myer Music Bowl                 | —                               | —           |
| 21 de octubre de 2017    | Sídney           | Australia      | Sydney Showgrounds                     | —                               | —           |
| 22 de octubre de 2017    | Brisbane         | Australia      | Riverstage                             | —                               | —           |
| 24 de octubre de 2017    | Auckland         | Nueva Zelanda  | Spark Arena                            | —                               | —           |
| Total                    | Total            | Total          | Total                                  | —                               | —           |

## Fechas canceladas
| Fecha              | Ciudad   | País           | Recinto             | Motivo                     |
| ------------------ | -------- | -------------- | ------------------- | -------------------------- |
| 23 de mayo de 2017 | Columbia | Estados Unidos | Colonial Life Arena | Conflictos de programación |